# Side Pocket
Side Pocket (サイドポケット, Saido Poketto)  é uma série de jogo de bilhar multiplataforma lançada pela Data East. A versão arcade que foi lançada em 1986, acabou sendo portada para o Nintendo Entertainment System e Game Boy, enquanto um remake aprimorado foi lançado mais tarde para os consoles Sega Genesis, Super Nintendo Entertainment System e Sega Game Gear. O jogo também gerou duas sequências, bem como a série de fliperama arcade intitulada Pocket Gal. A trilha-sonora do game ficou a cargo de Emi Shimizu.
Atualmente, a desenvolvedora japonesa G-Mode detém os direitos de propriedade intelectual da série Side Pocket e licencia esses jogos globalmente.

## Versão original
A primeira versão para consoles pessoais de Side Pocket foi lançada em 1987 para NES; depois teve conversões para Mega Drive/Genesis, Super NES, Game Boy, Game Gear e WonderSwan.
As versões Genesis e SNES apresentam uma representação foto-realista dos protagonistas do jogo. Os personagens são uma homenagem ao filme de 1986, A Cor do Dinheiro; com ambos os jogadores, assemelhando-se aos personagens Vincent Lauria (interpretado por Tom Cruise) e Fast Eddie (interpretado por Paul Newman) do filme.

## Gameplay
O modo principal do jogo, chamado "Pocket Game", é um jogo de Straigh Pool em um número limitado de vidas; o jogador deve atingir uma pontuação predeterminada para avançar por quatro ou cinco níveis, cada um com um número crescente de bolas. O jogador ganha pontos envasando bolas, envasando bolas em tiros consecutivos e envasando bolas em ordem numérica. Ocasionalmente, uma estrela piscando aparece no bolso e, se o jogador colocar uma bola no bolso no mesmo tiro, um bônus será concedido na forma de pontos, vidas extras ou uma rodada de bônus. Uma vida é perdida se o jogador arranhar ou falhar no pote de uma bola em dois arremessos consecutivos.
No modo para dois jogadores, o jogador pode escolher entre Pocket Game ou 9-Ball Game. No Pocket Game para dois jogadores, o jogo é semelhante, exceto que os dois jogadores se revezam e não há vidas; se um jogador erra ou comete uma falta, o controle da bola simplesmente muda para o outro jogador. No 9-Ball Game, cada jogador tem três vidas e uma vida é perdida se uma falta for cometida. No entanto, as vidas serão restauradas se o jogador jogar uma bola no próximo turno.
Na versão Game Boy e Game Gear, há também um modo de prática adicional, que é essencialmente uma versão single-player do 9-Ball Game.
Uma variedade de "trick shots" (desafios de tacadas) também estão disponíveis para o(s) jogador(es), para ganhar pontos adicionais ou vida extra, exigindo que o jogador coloque todas as bolas em caçapas selecionadas usando um único tiro.

## Recepção
Na revisão da versão do NES, Computer Gaming World declarou que "de longe a melhor simulação de bilhar já publicada para qualquer sistema."

## Sequência
O jogo teve mais  duas sequências, Side Pocket 2 para Sega Genesis (Mega Drive), Sega Saturn e Side Pocket 3 para Sega Saturn e PlayStation.

## Licenciamento
A G-Mode atualmente detém globalmente os direitos de propriedade intelectual da série Side Pocket.